# メフメト5世

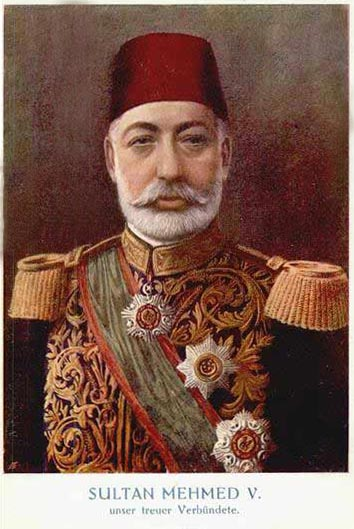
メフメト5世

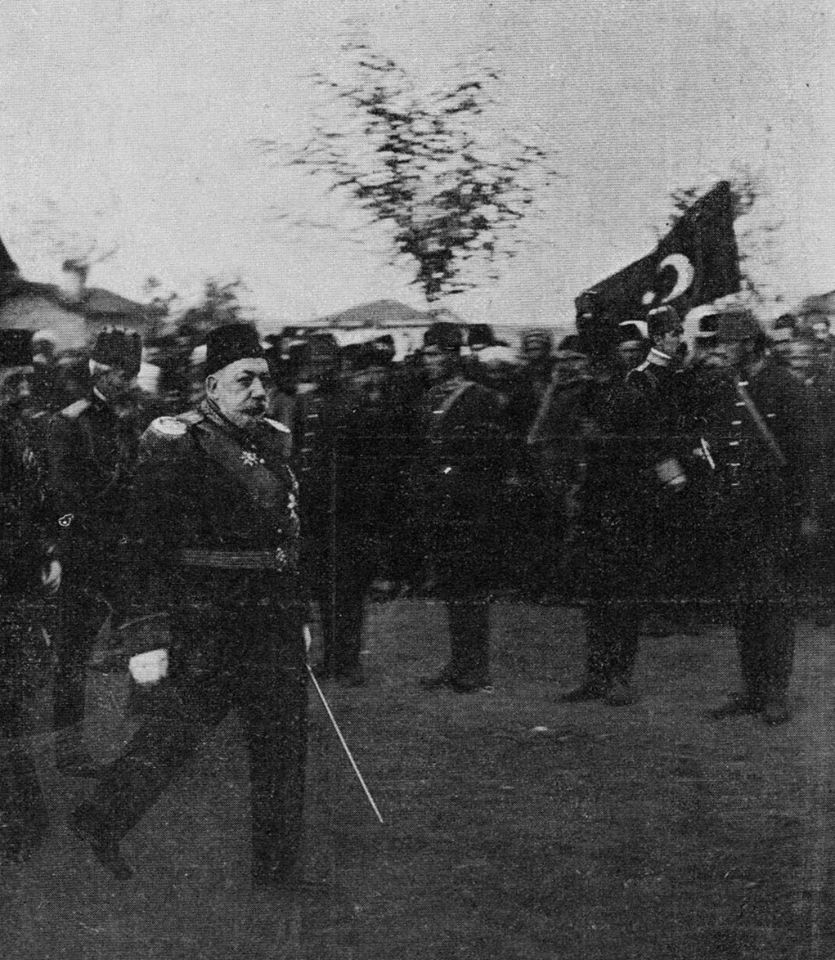
閲兵するメフメト5世

メフメト5世（Mehmed V Reshad, 1844年11月2日 - 1918年7月3日）は、オスマン帝国の第35代皇帝（在位：1909年 - 1918年）。第31代皇帝アブデュルメジト1世の子。第33代皇帝ムラト5世と第34代皇帝アブデュルハミト2世の弟、第36代皇帝メフメト6世の兄。

## 生涯

### 即位と混乱
1908年の青年トルコ党の蜂起によって翌1909年、兄・アブデュルハミト2世が廃されてサロニカに幽閉された後、その後釜として擁立された。このような経緯からメフメト5世は主導権がない傀儡皇帝であり、青年トルコ党はメフメト5世のもとで立憲君主制の確立を目指そうとする。
また、アブデュルハミト2世がオスマン帝国憲法の非常大権条項を用いてミドハト・パシャを追放したことが結果的に憲法の停止と専制政治を招いたことから、皇帝の権力に制限を加える方向で非常大権条項の削除などの憲法改正が行われた。
ところが新たに召集された議会で立憲政治の方針をめぐって統一進歩派と一致自由派が対立したため、政府内部がまとまらず、国内における社会不安や混乱が続いた。

### 伊土戦争（イタリア・トルコ戦争）
このようななかで、1911年、イタリアとの間で戦争が発生する（伊土戦争）。イタリアは北アフリカのトリポリ・キレナイカを攻撃し、沿岸部の都市を早々に占領する。
オスマン軍は内陸部に移り、現地の有力者らと抵抗を続けたが、イタリアにエーゲ海のロドス島なども占領されたことから1912年12月に休戦し、トリポリ、キレナイカなどのこれらの地域を割譲せざるを得なくなった。
イタリアは戦後、トリポリなどの地域を古名にちなんで「リビア」と改称し、同地における植民地経営に乗り出すことになる。

### バルカン戦争
そして、伊土戦争でのオスマン帝国の敗戦のさなか、1912年8月にはアルバニアで独立を求める反乱が起こった。
そしてこれに付け込んだギリシア・セルビア・ブルガリア・モンテネグロなどのバルカン4国が同盟を結んで宣戦を布告してくる。これがいわゆる第一次バルカン戦争である。
この戦争でもオスマン軍は大敗し、結果として欧州におけるオスマンの領土、つまりイスタンブール周辺を除いた領土のほとんどとクレタ島は4ヶ国に割譲することを余儀なくされた上、アルバニアが自治侯国として独立することも承認せざるを得なくなった。
ただ、1913年6月にマケドニアをめぐってブルガリアとセルビア、ギリシアが争い始めると、オスマン帝国はセルビア・ギリシア側に与してトラキア地方を取り戻すことに成功した（第二次バルカン戦争）。
そして、この第二次バルカン戦争で活躍したエンヴェル・パシャがオスマン帝国の国政の実権を掌握し、ドイツ帝国と同盟を結んだ。

### 第一次世界大戦

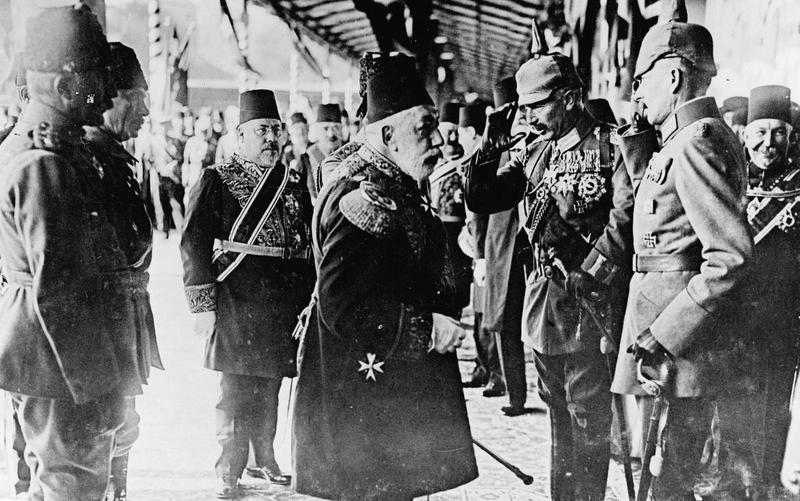
ヴィルヘルム2世を迎えるメフメト5世（イスタンブール、1917年）

1914年7月、第一次世界大戦が発生すると、オスマン帝国は同年10月にドイツとの同盟を理由にドイツ側として参戦し、ロシア領を攻撃するに至った。
しかしこれにより、11月にイギリス・フランス・ロシアが一斉にオスマン帝国に対して宣戦してくる。オスマン帝国に3大国と太刀打ちできるだけの戦力があろうはずもなく、イギリスにキプロス島を奪われ、ロシアにエルズルム・トラブゾンを占領されるなど敗戦を重ねた。
なお、1915年から1916年にかけて、オスマン帝国によるアルメニア人虐殺が起こっている（一説に犠牲者は100万人とも）。
しかし多少の成果もあった。三国協商（連合国）軍が帝国の中枢ガリポリ半島への侵攻を試みるも、ムスタファ・ケマルらオスマン軍は翌年に撃退。
強国と謳われた大英帝国を破った事でオスマン帝国は、一時的にではあるが昂揚し、帝国の維持に成功している。このガリポリの戦いの勝利のお陰でイスタンブールは死守され、皇帝も安寧を保つことが出来た。
1916年2月にはメフメト5世は同盟国ドイツ帝国より元帥位を授与されている。

### 戦況の悪化と崩御
しかし戦局は次第に不利となり、同盟国側の敗勢によってオスマン帝国も連合国に追い詰められていく。戦況不利のなかでも、メフメト5世には具体的な行動に出られるだけの政治力はなかった。
1918年7月3日、メフメト5世はこうした情勢の中73歳で崩御し、弟のメフメト6世が跡を継いだ。
2010年5月28日、メフメト5世の孫であるハサン・オルハン皇子がエジプトのカイロで癌により死去した。オルハン皇子はカイロで教職に就いていた。遺言で父親が埋葬されているイスタンブールのエユプ・スルタンに埋葬されることを望んでいたが、外交上の問題で叶わず、カイロに埋葬された。